# Al-Talaba Sport Club
El Al-Talaba Sports Club (en árabe: نادي الطلبة الرياضي) es un club de fútbol de Irak, de la ciudad de Bagdad. Fue fundado en 1969 y juega en la Super Liga de Irak.

## Historia
El equipo fue fundado en 17 de diciembre de 1969 con el nombre de Al-Jameaa, que en idioma árabe significa La Universidad. En 1977 se renombra a su nombre actual, Al-Talaba, que significa Los Estudiantes.
Ha ganado la Super Liga de Irak en cinco ocasiones. También ha conquistado dos títulos de Copa.

### Al-Talaba en competiciones internacionales
- Copa de Clubes de Asia: 1 participación (1986-87, 4.º)
- Recopa de Asia: 3 participaciones (1996, 2.º; 1999, 4.º; 2001, primera ronda)
- Liga de Campeones de la AFC: 1 participación (2003, primera ronda)

## Uniforme
- Uniforme titular: Camiseta azul y negra, pantalón negro y medias azules.
- Uniforme alternativo: Camiseta blanqui-azul, pantalón azul y medias blancas.

## Entrenadores
- Thamir Muhsin (1969–1974)[7]
- Jamal Salih (1974–1978)[7]
- Abdul-Wahab Abdul-Kadir (1978–1979)[7]
- Khalaf Hassan (1979–1980)[7]
- Emmanuel Baba (1980–1981)[7]
- Jamal Salih (1981–1982)[7]
- Akram Ahmed Salman (1982–1984)[7]
- Yahya Alwan (1984–1986)[7]
- Ahmed Subhi (1986)[7]
- Yahya Alwan (1986)[7]
- Jamal Salih (1986–1987)[7]
- Youssef Abdul-Amir (1987–1988)[7]
- Jamal Ali (1988–1990)[7]
- Eddie Firmani (1990)[7]
- Yahya Alwan (1990–1992)[7]
- Ayoub Odisho (1992–1993)[7]
- Hussein Saeed (1993)[7]
- Ayoub Odisho (1993–1995)[7]
- Nazar Ashraf (1995)[7]
- Jamal Ali (1995-1996)[7]
- Ayoub Odisho (1996)[7]
- Nazar Ashraf (1996–1997)[7]
- Ayoub Odisho (1997–1998)[7]
- Akram Ahmed Salman (1998–1999)[7]
- Abdelilah Mohammed Hassan (1999)[7]
- Emmanuel Baba (1999)[7]
- Amer Jamil (1999–2000)[7]
- Nazar Ashraf (2000)[7]
- Mohammed Tabra (2000)[7]
- Anwar Jassam (2000–2001)[7]
- Nazar Ashraf (2001)[7]
- Thair Ahmed (2001–2007)[7]
- Habib Jafar (2007)[8]
- Karim Saddam (2008)[9]
- Nabil Zaki (2008)[9]
- Karim Salman (2008)[7]
- Abdul-Ghani Shahad (2008–2009)[7][10]
- Radhi Shenaishil (2009–2010)[10][11]
- Yahya Alwan (2010–2011)[11][12]
- Thair Ahmed (2011)[12]
- Karim Salman (?–2012)[13]
- Nazar Ashraf (2012–2013)[13][14]
- Nabil Zaki (2013)[14]
- Abdul-Wahab Abu Al-Hail (2013–?)[15]
- Salih Radhi (2015)[16][17]
- Ayoub Odisho (2015–2017)[17][18]
- Mudhaffar Jabbar (2017)[18][19]
- Habib Jafar (2017)[19]
- Valeriu Tița (2017–2018)[20][21]
- Essam Hamad (2018)[21]
- Yahya Alwan (2018–2019)[22][23]
- Thair Ahmed (2019)[24][25]
- Ali Hadi (2019)[26][27]
- Thair Jassam (2019)[28][29]
- Ahmed Khalef (2019–2021)[29][30]
- Yamen Zelfani (2022–2023)[31][32]
- Ahmed Khalaf (2023)[33][4]
- Ahmad Salah Alwan (2023–presente)[4]

## Palmarés

### Torneos nacionales
- Liga Premier de Irak (5):

1981, 1982, 1986, 1993, 2002
- Copa de Irak (2):

2002, 2003